# With Full Force
With Full Force er en metal, hardcore og punkfestival årligt afholdt i  Tyskland siden 1984. 2007 arrangementet fandt sted den 29. juni – 1. juli på Roitzschjora lufthavnen i Löbnitz tæt ved Leipzig.

## Bands

### Programmet for 2007
- Amon Amarth
- As I Lay Dying
- Barcode
- Benediction
- The Bones
- Brujeria
- The Business
- By Night
- Caliban
- Cannibal Corpse
- Children of Bodom
- Chimaira
- The Creetins
- Die Kassierer
- Dropkick Murphys
- Earth Crisis
- Ektomorf
- Fear My Thoughts
- Hatebreed
- Illdisposed
- Kampfar
- Knorkator
- Korn
- Lamb of God
- Lousy
- Manos
- Maroon
- Misconduct
- Moonsorrow
- Nagelfar
- Neaera
- One Man Army and the Undead Quartet
- Pain
- Peter Pan Speedrock
- Pro-Pain
- Rotten Sound
- Satyricon
- Sick of It All
- Slayer
- Smoke Blow
- Swallow the Sun
- Sworn Enemy
- Turisas
- Unearth
- Venerea
- Volbeat
- Walls of Jericho

51°45′30″N 12°26′56″Ø / 51.758342°N 12.449019°Ø